# Cherry Cola

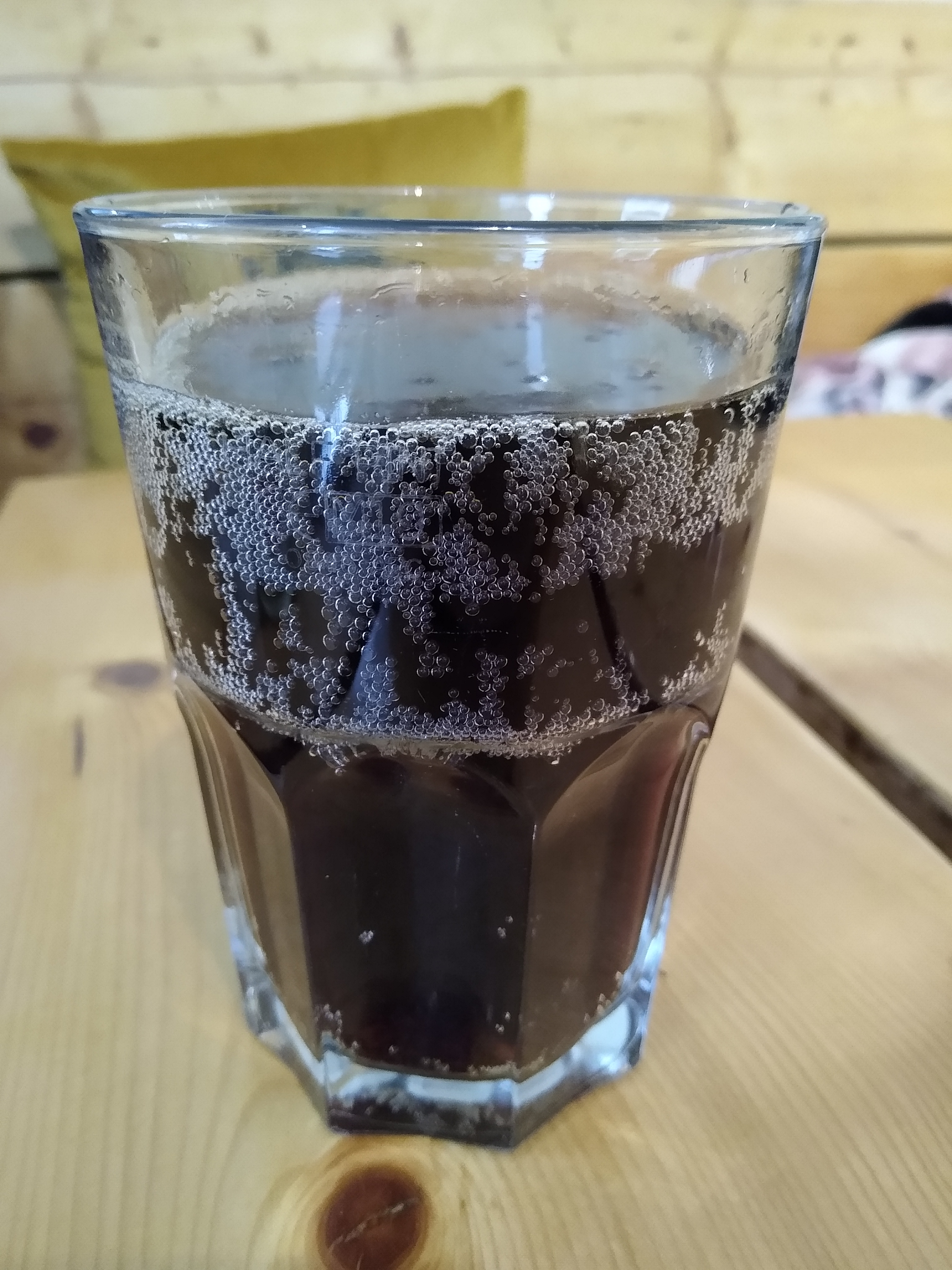
Cherry Cola

Cherry é uma bebida leve feita misturando-se xarope de cereja em um refrigerante de cola. É uma mistura popular em vários locais, Muitos grandes fabricantes comercializam a própria versão da bebida, como a Cherry Coke, Pepsi Wild Cherry e Cherry RC. Existem também bebidas alcoólicas chamadas cherry cola, contendo  refrigerante de cola geralmente misturado com vodka e grenadine.